# Blaise Piffaretti
Blaise Piffaretti (født 9. marts 1966 i Saint-Léonard, Schweiz) er en schweizisk tidligere fodboldspiller (midtbane)
Piffaretti spillede 23 kampe for det schweiziske landshold, som han debuterede for 2. februar 1988 i en venskabskamp mod Frankrig.
På klubplan spillede Piffaretti hele sin karriere i hjemlandet, hvor han blandt andet tilbragte ni sæsoner hos FC Sion. Han vandt det schweiziske mesterskab med klubben i 1992.

## Titler
Schweizisk mesterskab
- 1992 med FC Sion

Schweizisk pokal
- 1986 og 1991 med FC Sion
- 1998 og 1999 med FC Lausanne-Sport